# Bactrocera platamus
Bactrocera platamus är en tvåvingeart som först beskrevs av Hardy 1973.  Bactrocera platamus ingår i släktet Bactrocera och familjen borrflugor. Inga underarter finns listade.